# Drosophila pallidipennis
Drosophila pallidipennis är en tvåvingeart som beskrevs av Theodosius Dobzhansky och Crodowaldo Pavan 1943.

## Taxonomi och släktskap
D. pallidipennis ingår i släktet Drosophila, undersläktet Drosophila och som ensam medlem i artgruppen Drosophila pallidipennis.

## Utbredning
Artens utbredningsområde täcker ett område från Mexiko till Peru och Brasilien.